# Metodo estimativo
Il metodo estimativo è unico e consiste nella comparazione di beni simili al bene oggetto di stima, di cui si conoscono i prezzi di mercato (la cosiddetta scala dei prezzi) per determinarne il valore di mercato, cioè la quantità di moneta che il bene oggetto di stima potrebbe spuntare in una libera contrattazione di compravendita, questo valore è un valore medio o ordinario della scala dei prezzi effettuata dal perito. Esso permette di pervenire alla conoscenza di tale quantità monetaria (rapportandola ad un campione di parametri di confronto ∑p) attraverso la comparazione del bene oggetto della stima con il valore medio di un campione di beni simili (∑V) ad esso di cui si conoscano prezzi di mercato correnti o valori (riferiti allo stesso parametro).
Il valore del bene viene individuato dalla seguente relazione:
Vx = ∑V x p ÷ ∑p